# Невинные
«Невинные» (англ. The Innocents) — фильм британского режиссёра Джека Клейтона, снятый по одноимённой пьесе 1950 года, написанной по повести Генри Джеймса «Поворот винта». Мистическая драма с элементами фильма ужасов. Картина была номинирована на несколько престижных национальных и международных премий.

## Сюжет
Англия Викторианской эпохи. Богатый лондонский дворянин нанимает для своих племянников Майлса и Флоры, осиротевших ещё в младенчестве, гувернантку мисс Гидденс — скромную молодую женщину из семьи священника. Сам он в силу своего характера не испытывает никакого желания держать их у себя, поэтому дети живут в большом загородном поместье Блай с минимумом слуг. Нанять гувернантку его вынудил печальный случай — предыдущая гувернантка, Мэри Джессил, умерла. Приехав в Блай, мисс Гидденс застаёт там только одну Флору, поскольку Майлс за год до этого был отправлен в закрытую школу. Флора производит на неё более чем приятное впечатление, и всё поначалу идёт хорошо, но затем дядя детей присылает ей письмо от дирекции школы, из которого мисс Гидденс с удивлением узнаёт, что Майлс исключён — он оказывал на других детей некое пагубное влияние. Ещё больше мисс Гидденс удивляется, когда Майлс приезжает в Блай — он оказывается таким же очаровательным и жизнерадостным ребёнком, как и Флора.
Однако скоро начинают твориться странные вещи. Сначала мисс Гидденс несколько раз видит таинственного мужчину с пронзительным взглядом и женщину в чёрном платье и узнаёт, что это не может быть кто-то из прислуги, кого она ещё не видела. Когда она описывает их экономке миссис Гроуз, та говорит, что они очень похожи на её предшественницу Мэри Джессил и ныне покойного камердинера Питера Квинта. Выясняется, что дядя детей оставил Квинта за главного в Блае, и что тот оказывал отеческую поддержку выросшему без отца Майлсу, они проводили много времени вместе. Но однажды Квинт вернулся в Блай поздно ночью пьяным, поскользнулся на ступеньках крыльца и расшибся насмерть, и нашёл его Майлс. Затем миссис Гроуз признаётся — Квинт имел дурной характер и крайне поглощающее влияние на них всех, в том числе и на Джессил, которая в конечном итоге влюбилась в него. Но понятие любви у Квинта было очень относительным — их роман сопровождался побоями, причём Джессил, по словам миссис Гроуз, как будто сама хотела того, чтобы он её ударил. После смерти Квинта она впала в траур и в конечном итоге покончила с собой, утопившись в озере. В довершение всего миссис Гроуз признаётся, что парочка, оказывается, любила страстно отдаваться прелюбодеянию у всех на виду, и она не исключает того, что Майлс и Флора «могли что-то видеть или слышать».
В конечном итоге, когда Майлс и Флора разыгрывают перед ней костюмированный спектакль (в котором Майлс очень убедительно рассказывает поэму), мисс Гидденс с ужасом понимает, что вся жизнерадостность этих детей на самом деле является очень мастерским притворством — по её мнению, брат и сестра непостижимым образом контактируют с призраками, которые могут общаться друг с другом, только используя телесные оболочки невинных детей. Молодая женщина пытается вырвать Майлса и Флору из плена потустороннего мира. Её попытки оказываются тщетны.

## В ролях
- Дебора Керр — мисс Гидденс
- Мартин Стефенс — Майлс
- Памела Франклин — Флора
- Майкл Редгрейв — дядя Майлса и Флоры, опекун
- Мегс Дженкинс — миссис Гроуз, экономка
- Питер Уингард — Питер Квинт, камердинер
- Клайти Джессоп — мисс Джессил

## Художественные особенности
Один из наиболее тревожных фильмов ужаса 1960-х годов, действительно страшный как в метафизическом, так и в психологическом смысле. Достаточно точная экранизация литературной основы. Однако диалоги от Трумена Капоте, наполненные фрейдизмом и сексуальным подтекстом, делают некоторые акценты иными, чем в первоисточнике XIX века.

## Награды
- 1961 год — Национальный совет кинокритиков США: картина включена в список 10 лучших кинолент года, Джек Клейтон назван лучшим режиссёром .
- 1962 год — Премия Эдгара Аллана По: Лучший кинофильм.
- 1962 год — Золотая пальмовая ветвь (Канны): номинация[2].
- 1962 год — Премия BAFTA за лучший фильм: номинация.
- 1962 год — Премия гильдии кинорежиссёров США: номинация за лучший режиссёрский вклад (Клейтон).

## Критика
Еженедельник «Village Voice», сравнивая несколько фильмов ужасов тех лет, считает, что именно работа Клейтона является наглядным уроком мастерства в этом жанре. Лишь в «Призраке дома на холме» режиссёр Роберт Уайз спустя два года «сумел настолько же приблизиться к краю ощущения нависшей опасности, давящему готическому страху, наваждению наползающей угрозы». Издание «Time Out», кроме мастерской режиссуры, очень высоко оценивает работу композитора и кинооператора.
Однако имели место и иные отзывы. Согласно ёмкой формулировке обозрения «Chicago Reader»: «Очень много Фрейда и слишком мало мыслей».